# Thesprotia fuscipennis
Thesprotia fuscipennis är en bönsyrseart som beskrevs av Henri Saussure och Leo Zehntner 1894. Thesprotia fuscipennis ingår i släktet Thesprotia och familjen Thespidae. Inga underarter finns listade i Catalogue of Life.